# پرتشر
پرتشر (به انگلیسی: Perthshire) یک منطقهٔ مسکونی در بریتانیا است که در اسکاتلند واقع شده‌است.